# Linaria zaborskiana
Linaria zaborskiana är en grobladsväxtart som beskrevs av Emberger. Linaria zaborskiana ingår i släktet sporrar, och familjen grobladsväxter. Inga underarter finns listade i Catalogue of Life.